# Ralph Winston Fox
Ralph Winston Fox (n. 30 martie 1900 – d. 27 decembrie 1936) a fost un scriitor, critic literar, istoric, jurnalist, traducător și politician englez.
Susținător al marxismului și al Revoluției din Octombrie, a fost unul din fondatorii Partidului Comunist al Marii Britanii.

## Opera
- 1925: Oamenii stepelor ("People of the Steppes")
- 1928: Asaltul cerului ("Storming Heaven")
- 1937: Romanul și poporul ("The Novel and the People")